# Parc archéologique de Centocelle
Le Parc archéologique de Centocelle est un parc de 120 ha dans la banlieue est de Rome, située dans le Municipio V, au sud du quartier homonyme.
Il est bordé à l'ouest par la via di Centocelle, au nord par la via Casilina, à l'est par le viale Togliatti, et au sud par la via Papiria, et des vestiges militaires du Commandement de l'Armée de l'Air.
Il fait partie de la zone urbaine du Centre Directionnel de Centocelle et du quartier romain Q. XXIV Don Bosco.

## Histoire du site
Le parc se trouve sur un plateau qui contient de nombreux vestiges archéologiques, qui témoignent d'une fréquentation de la zone depuis VIe siècle av. J.-C.,. En plus des deux dépôts romains, un républicain et un de culte, ont été retrouvés lors des fouilles de la fin du XXe siècle, trois villas romaines de « la Piscina », « des Thermes » et des « Duas Lauros » (en français : des Deux Lauriers). Une ancienne propriété impériale a également été identifiée et nommée, de par sa taille, Centum cellae. La cession de la propriété à l'Église déclenche l'institution du diocèse suburbicaire Subaugusta.
L'un des 15 forts défensifs de Rome, le Fort Casilina est construit à la fin du XIXe siècle. Au début du XXe siècle, la zone restante est utilisée comme aéroport, officiellement mis en service le 15 avril 1909 lorsque Wilbur Wright est venu donner une série de manifestations aériennes. Lorsque l'usage aéronautique a cessé, la zone a fait l'objet de projets de développement urbain, depuis la préparation du Plan directeur de 1962, qui prévoyait la construction du Sistema Direzionale Orientale. À la suite de l'échec de ces projets, la zone a été cédée par l'État à la ville de Rome.

## Création du parc
L'échec de la réalisation du « SDO » et la reconnaissance de l'importance de la zone pour son patrimoine historique et archéologique par le Ministère des Biens et Activités culturels et du Tourisme, ont conduit la municipalité de Rome à transformer le quartier en un parc archéologique. Ceci permettait également de compenser le manque d'espaces verts pour un des quartiers les plus densément peuplés de la capitale. Cependant, l'ouverture au public s'est avérée problématique, de par la présence d'un certain nombre d'occupations abusives : casses automobiles (en partie encore existantes), installations sportives et deux grands emplacements de gens du voyage à Casilino. Ouvert enfin au public en 2006, puis fermé pour raisons de sécurité de septembre 2008 à janvier 2010, il est actuellement ouvert au public sur une surface d'environ 33 ha. À l'intérieur du parc une piste de l'ancien aéroport est toujours visible. 

## Réaménagement
L'endroit, abandonné depuis des années entre déchets de surface et souterrains et colonies illégales, doit faire l'objet d'un vaste réaménagement qui verra sa transformation totale. Il est prévu notamment la plantation de 570 arbres et arbustes, visant à en faire une véritable forêt urbaine et à absorber du CO2. Ces plantations auront lieu en 2024. Le parc sera étendu à 126 hectares au total. 
La piste d'atterrissage de l'ancien aéroport sera réaménagée pour accueillir des terrains de volley-ball, de tennis et de basket-ball, ainsi que des pistes d’athlétisme et des tables de ping-pong. Elle comportera également une grande aire de jeux. Le tracé ferroviaire désaffecté sera transformé en promenade.

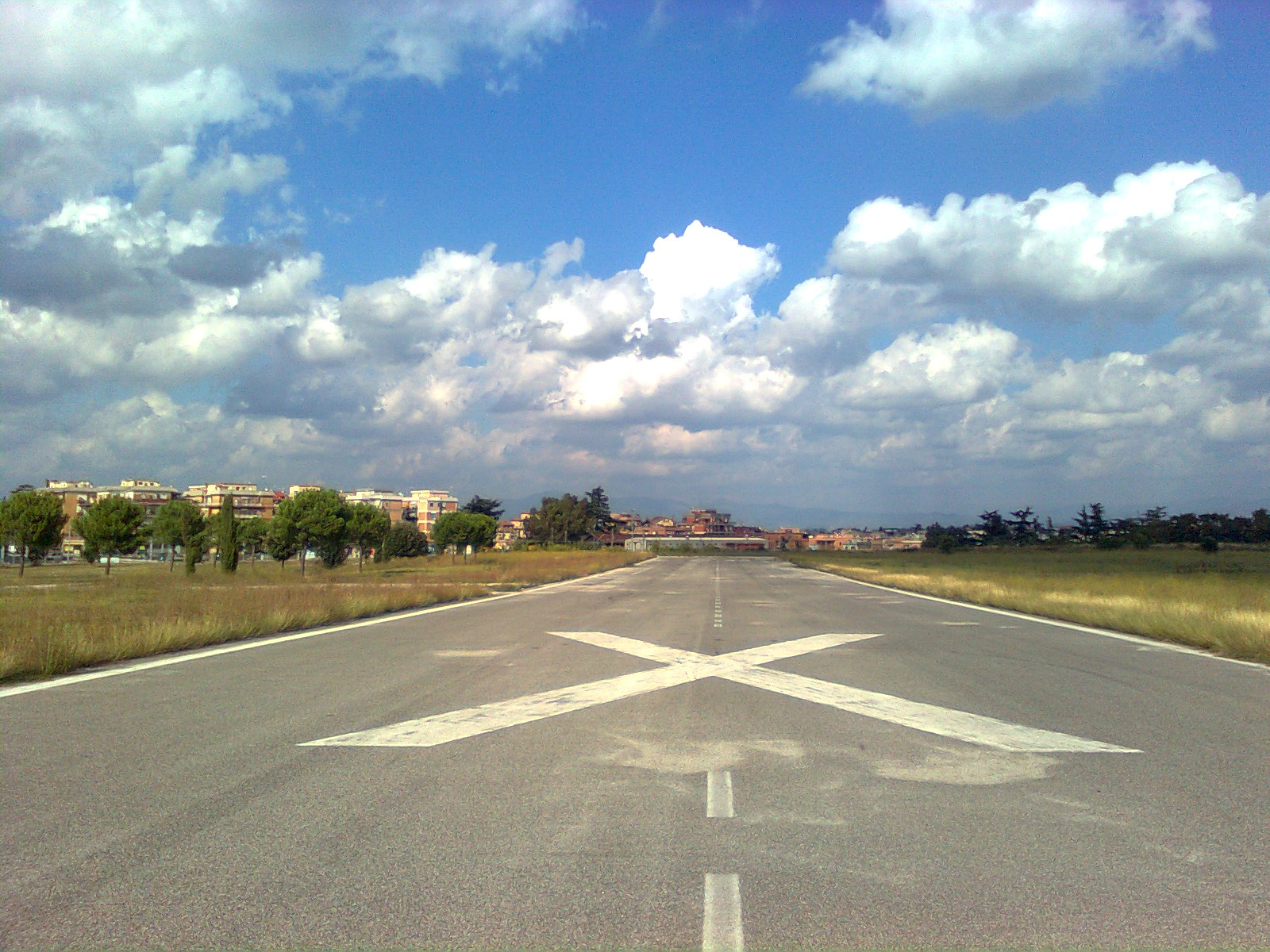
La piste de l'ancien aéroport à l'intérieur du parc
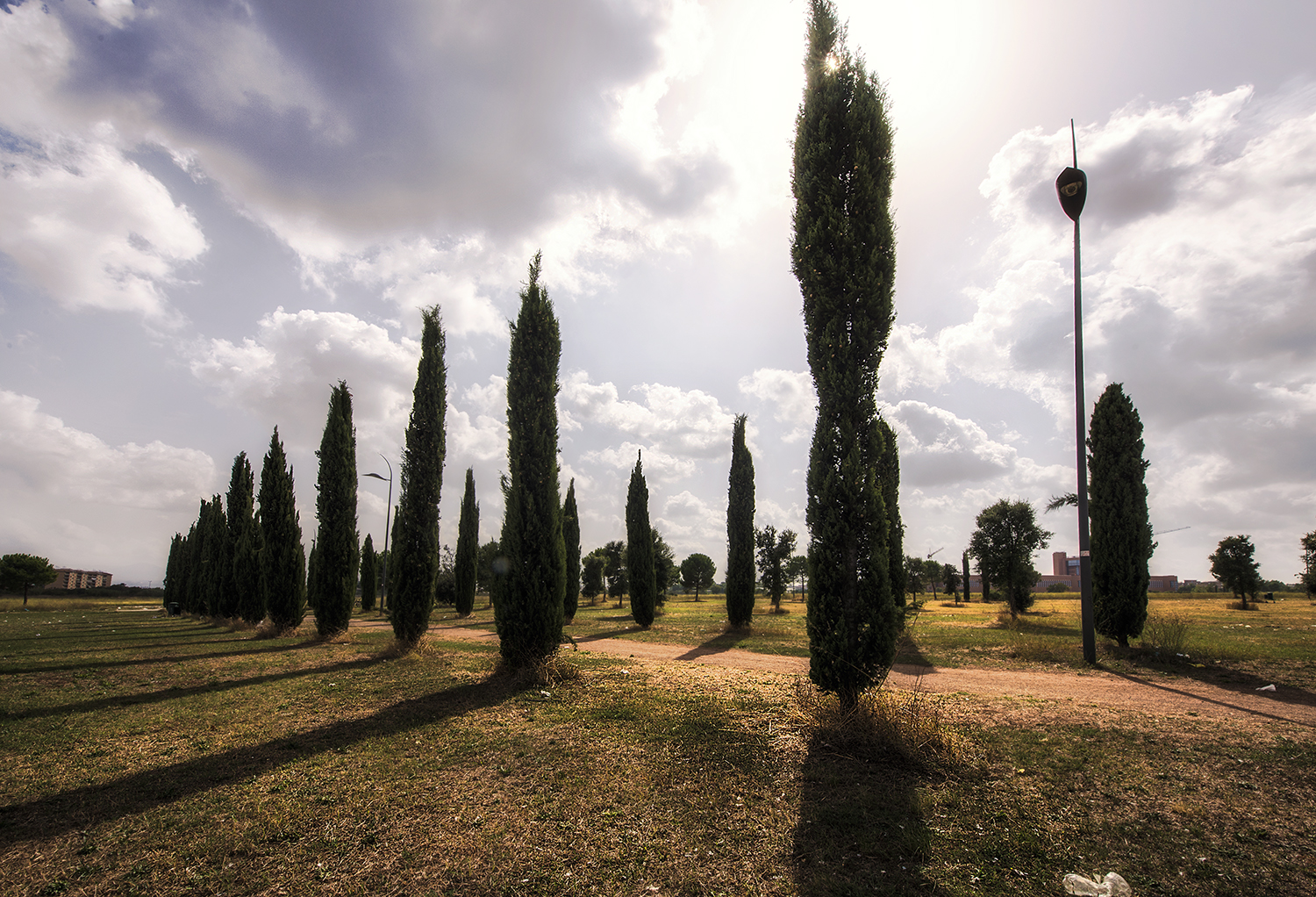
Allée de cyprès
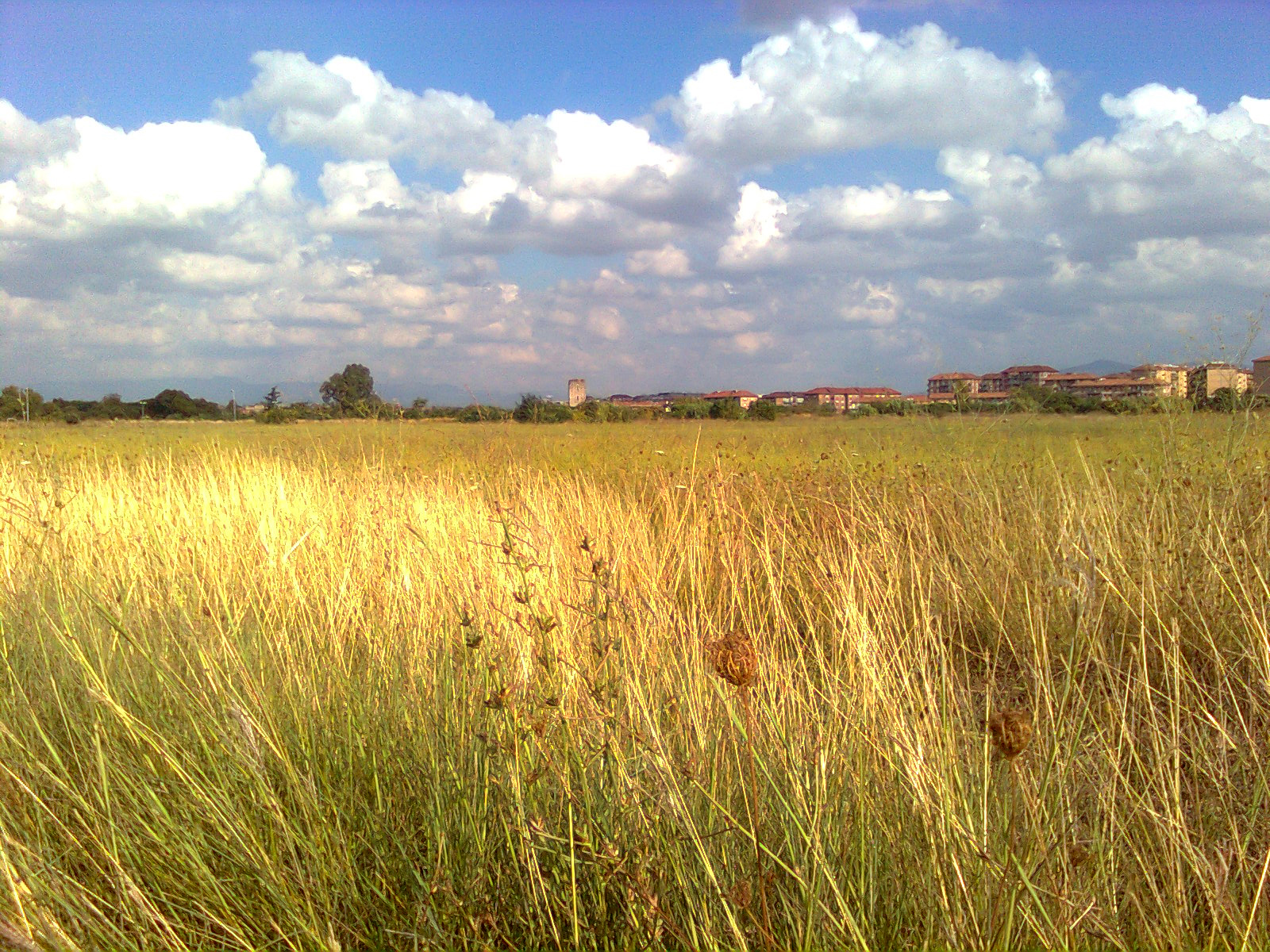
Hautes herbes
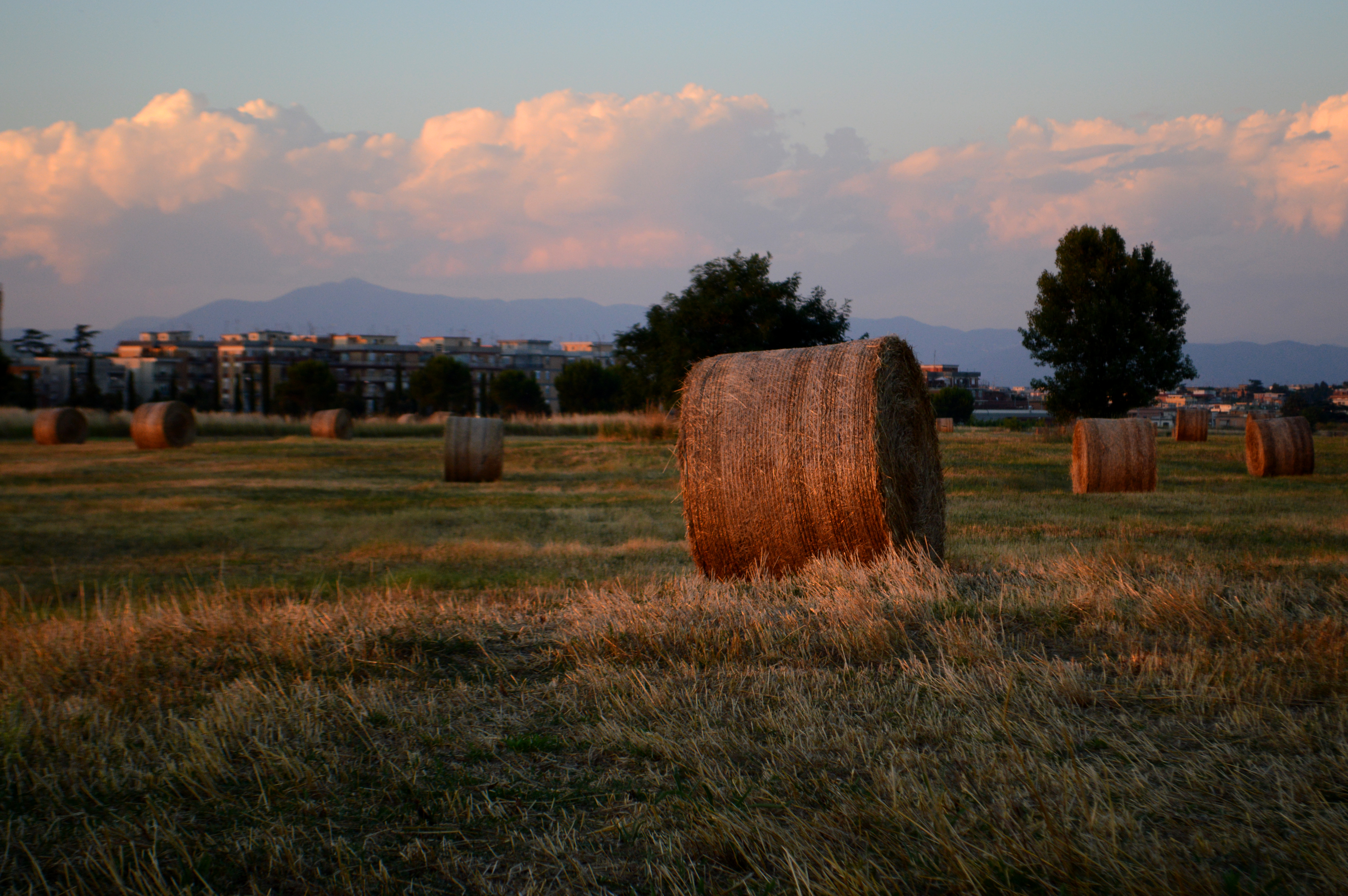
Vue du parc
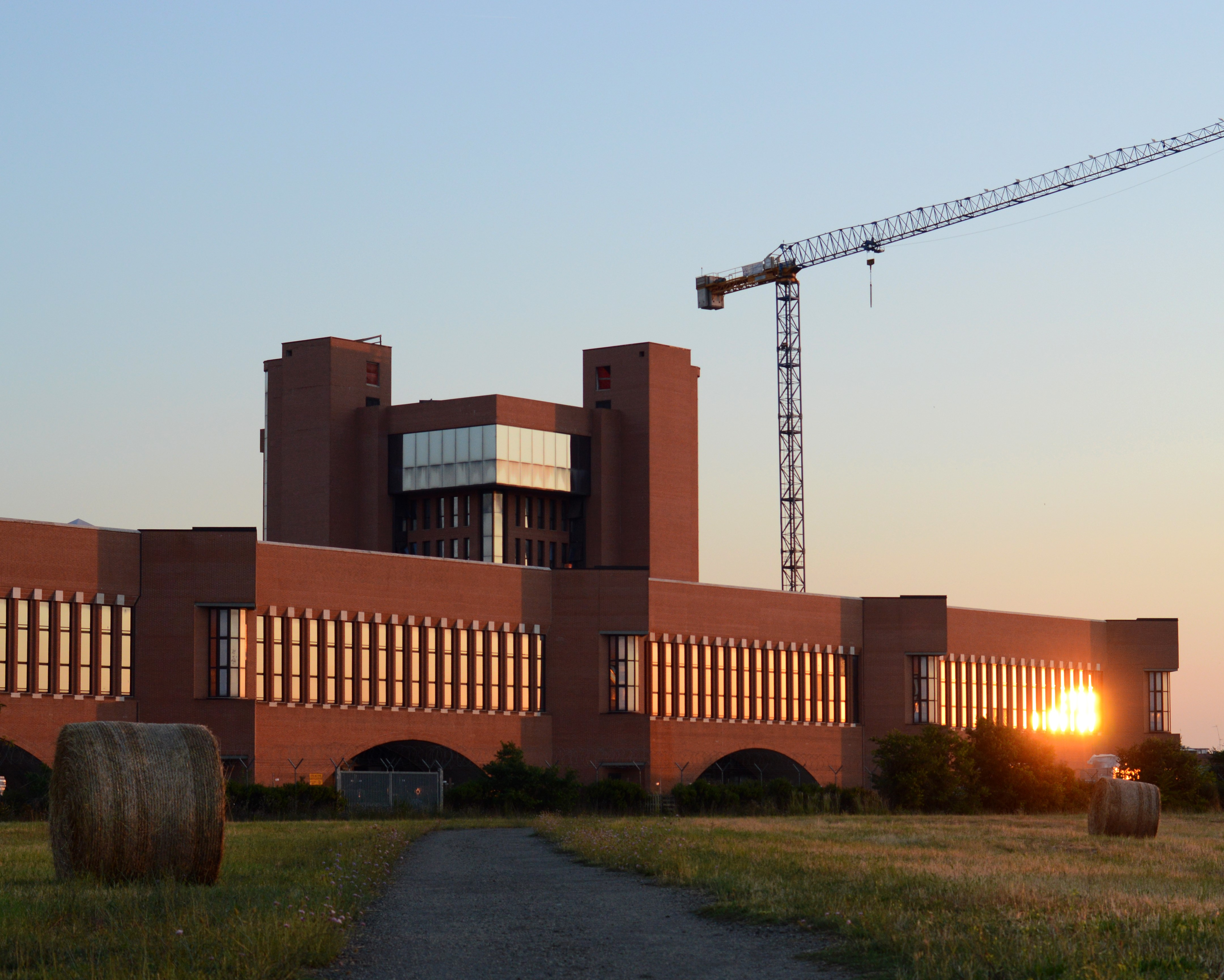
Structure aéronautique militaire du parc
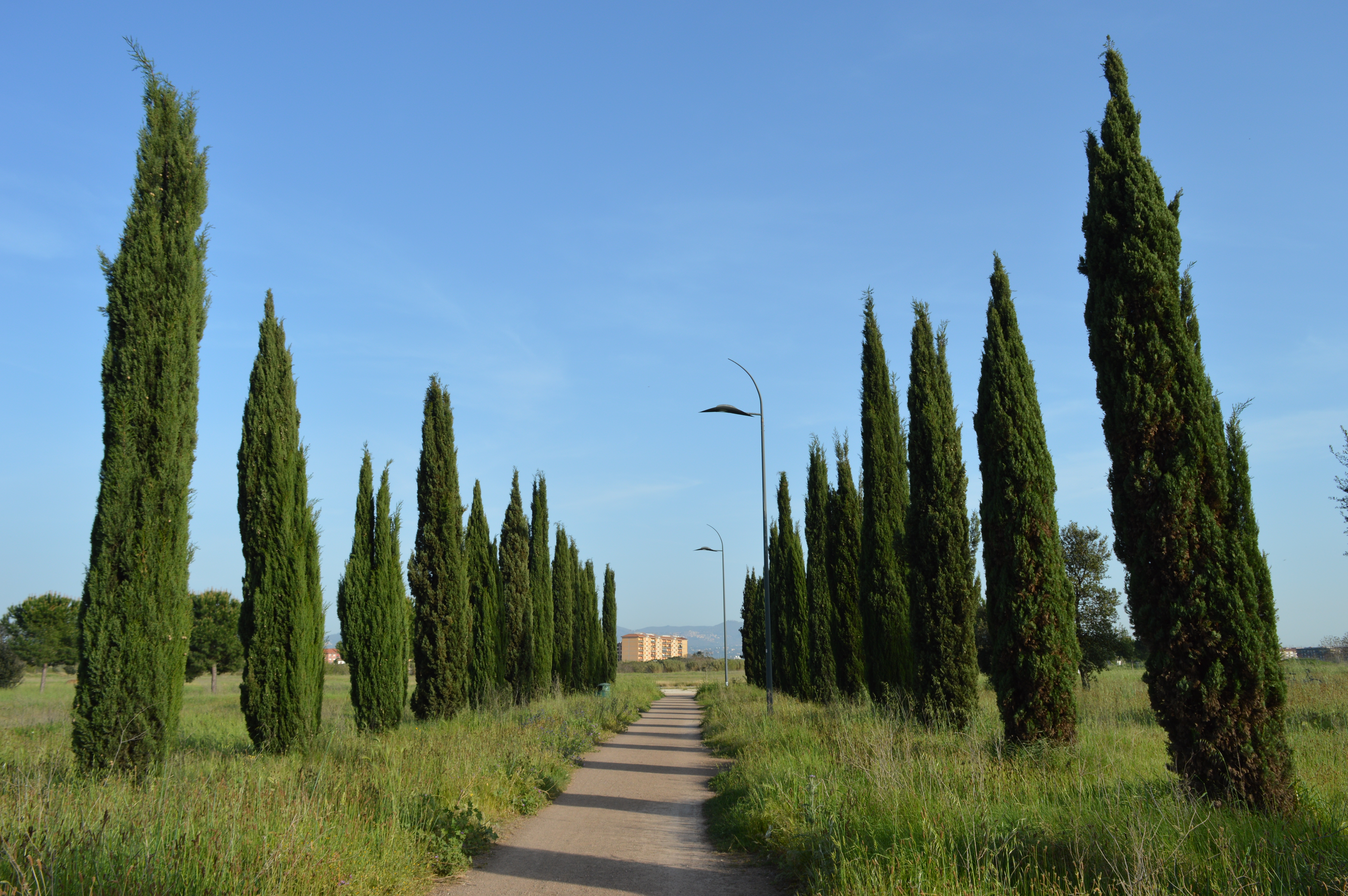
Cyprès